# Фридрих Райнхолд Финк фон Финкенщайн
Фридрих Райнхолд Финк фон Финкенщайн (на немски: Friedrich Reinhold Graf Finck von Finckenstein; * 16 август 1667; † 25 октомври 1746 в Гилгенбург, днес Домбрувно във Варминско-Мазурско войводство в Полша) е граф от пруската фамилия Финк Финкенщайн-Гилгенбург в Източна Прусия. Той е господар на Гилгенбург, Янкендорф, Щенкендорф, Хеезелихт, Янковиц, Пленен и на именията Дублиенер, наследствен хауптман на Гилгенбург, кралски пруски съдебен съветник при Източно-пруския трибунал.
Той е вторият син на граф Ернст Кристоф Финк фон Финкенщайн-Гилгенбург (1633 – 1717) и съпругата му Юлиана Шарлота Финк фон Финкенщайн (1640 – 1693), дъщеря на Албрехт Кристоф Финк фон Финкенщайн-Хазенберг († 1660) и първата му съпруга Катарина Хедвиг фон Хале († 1649). Брат е на Албрехт Кристоф Финк фон Финкенщайн (1661 – 1730).

## Фамилия
Фридрих Райнхолд Финк фон Финкенщайн се жени на 23 ноември 1692 г. в Берлин за Хенриета фон Шверин (* 7 ноември 1675, Берлин; † 16 юни 1695), дъщеря на Хайнрих Бернд фон Шверин (1631 – 1704) и Катарина Елизабет фон Шмелинг (1646 – 1703). Тя умира на 19 години. Те имат два сина:
- Ернст Фридрих Бернхард († 8 септември 1750), амтс-хауптман на Бартен, женен на 23 май 1732 г. за Шарлота Фридерика фон Борке (* 23 януари 1705); имат дъщеря
- Карл Райнхолд (* 1694; † 7 януари 1725), женен на 4 август 1721 г. във Франкфурт на Одер), господар в Гилгенбург, кралски пруски трибунал-съветник във Франкфурт/Одер, женен на 5 август 1721 г. във Франкфурт на Одер за фрайин София Шарлота Добрзенски де Добрзениц (* ок. 1700; † 27 май 1757, Берлин, погребана в реформаторската църква, Франкфурт на Одер); имат дъщеря, наследничка на Дренов

Фридрих Райнхолд Финк фон Финкенщайн се жени втори път на 23 април 1706 г. в Зеевалде за Елизабет Готлиба Кьоне фон Яски (* 1 април 1686, Зеевалде; † 21 януари 1728, Кьонигсберг, Прусия), дъщеря на Карл Фридрих Кьоне фон Яски (1649 – 1692) и фрайин София Катарина Добрзенски де Добрзениц (1659 – 1689). Те имат децата:
- София Шарлота (* 2 юли 1707, Гилгенбург; † 6 септември 1756, Килгис), омъжена на 27 октомври 1733 г. в Гилгенбург за Карл Ерхард фон Калнайн-Килгис (* 20 февруари 1687, Килгис; † 30 октомври 1757, Кьонигсберг), генерал-лейтенант
- Луиза Готлиба (* 1711; † Кьонигсберг),
- Фридрих Конрад (* 5 февруари 1713, Гилгенбург; † 25 септември 1748), кралски пруски камерхер, наследствен господар в Гилгенбург, женен на 18 януари 1739 г. в Кьонигсберг за братовчедката си графиня Мария Шарлота Луиза фон Шлибен (* 23 септември 1721, Гердауен; † 3 август 1803, Морунген); имат два сина и дъщеря
- Албертина Мария (* 23 юли 1719; † 7 май 1792, Шлобитен), омъжена на	4 ноември 1738 г. за граф 	Фридрих Лудвиг Финк фон Финкенщайн (* 6 май 1709, Берлин; † 16 март 1785, дворец Финкенщайн), кралски пруски генерал-лейтенат; имат дъщеря
- Амалия Доротея (* 1721; † в Гилгенбург)
- Юлиана Хенриета (* 1723)
- Барбара Елизабет (* 12 март 1725; † ок. 1733)